# 中煤日照
中国煤炭工业进出口集团日照有限公司，中煤能源原旗下公司，是在1985年成立，主要業務曾是经批准的一、二、三类商品的出口和三类商品进口代理业务；承办中外合资、合作经营、“三来一补”业务；易货贸易、本行业对外咨询服务、技术交流；销售出口转内销商品、本公司开发的商品；房地产开发。
但是在2008年，已和中国煤炭工业进出口集团青岛有限公司、中煤连云港进出口有限公司合併，由中煤能源山東取代，並納入上市公司中煤能源，被國務院批准。